# Marin Radu
Marin Radu, né le 15 mars 1956 à Mareș (Roumanie), est un footballeur roumain, qui évoluait au poste d'attaquant au Steaua Bucarest et en équipe de Roumanie.
Radu n'a marqué aucun but lors de ses sept sélections avec l'équipe de Roumanie entre 1976 et 1982. 

## Carrière de joueur
- 1974-1983 : FC Argeș Pitești
- 1983-1984 : FC Olt Scornicești
- 1984-1986 : Steaua Bucarest
- 1986-1987 : FC Argeș Pitești
- 1988-1990 : FC Inter Sibiu
- 1990-1991 : Șoimii IPA Sibiu

## Palmarès

### En équipe nationale
- 7 sélections et 0 but avec l'équipe de Roumanie entre 1976 et 1982

### Avec le FC Argeș Pitești
- Champion de Roumanie en 1979
- Vice-Champion de Roumanie en 1978

### Avec le Steaua Bucarest
- Vainqueur de la Ligue des champions de l'UEFA en 1986
- Champion de Roumanie en 1985 et 1986
- Vainqueur de la Coupe de Roumanie en 1985